# Bico-duro
O bico-duro (Saltator aurantiirostris) é uma espécie de ave da família Fringillidae.
Pode ser encontrada nos seguintes países: Argentina, Bolívia, Brasil, Chile, Paraguai, Peru e Uruguai. Seus habitats naturais são: florestas secas tropicais ou subtropicais , matagal árido tropical ou subtropical, matagal tropical ou subtropical de alta altitude e florestas secundárias altamente degradadas.